# Sabodet
Le sabodet (ou parfois sabaudet) est un saucisson à cuire originaire de la région lyonnaise.

## Préparation
Traditionnellement fabriqué le jour de l'abattage du cochon dans les fermes, le sabodet contient de la chair, des couennes et de la tête de porc. Il se consomme après cuisson, généralement chaud, coupé en tranches épaisses,.
Son ficelage particulier lui donne l'aspect d'un sabot, d'où son nom.